# 芹川忠夫
芹川 忠夫（せりかわ ただお）は、日本の獣医学者。京都大学名誉教授。元京都大学大学院医学研究科附属動物実験施設長。元関西実験動物研究会会長。実験動物学会賞受賞。

## 人物・経歴
1972年大阪府立大学農学部獣医学科卒業。獣医師。1973年京都大学医学部附属動物実験施設助手。1980年大阪府立大学農学博士。1988年京都大学医学部附属動物実験施設助教授。1991年、自然発症てんかんラットの開発により第3回実験動物学会賞受賞。1993年京都大学医学部附属動物実験施設教授。1994年京都大学医学部附属動物実験施設長。1995年関西実験動物研究会会長。2013年定年退職、京都大学名誉教授、京都疾患モデル研究所代表。

## 著作
- 『新しいてんかんモデルラツトの開発』 京都大学 1986年
- 『動物実験施設におけるPneumocystis cariniiの汚染調査』京都大学 1988年
- 『自然発症てんかんラツトにおける分子遺伝学的研究』京都大学 1991年
- 『糖尿病と高血圧症モデルにおける原因遺伝子探求のためのラットSSLPマーカーの開発』京都大学 1995年
- 『新しく開発された大発作易発症ラツトNERの特性評価と遺伝学的病因解析研究』京都大学 1996年
- 『疾患モデルラツトの原因遺伝子同定のためのゲノム解析システムの開発』京都大学 1997年
- 『ラットの高精度比較ゲノムマップの構築と神経系ミュータントの原因遺伝子同定研究』京都大学 2000年
- 『遺伝子改変技術を用いたてんかんモデルラットの開発研究』京都大学 2004年
- 『生物機能モデルと新しいリソース・リサーチツール』（小幡裕一, 城石俊彦, 田中啓二, 米川博通と共編）エル・アイ・シー 2011年